# Горохолинська сільська рада
| Горохолинська сільська рада — орган місцевого самоврядування у Богородчанському районі Івано-Франківської області з адміністративним центром у с. Горохолина. 7 червня 1946 року указом Президії Верховної Ради УРСР село Горохолина Ліс перейменовано на Горохолина, через що в районі з’явилось два села Горохолина і дві сільради з однаковою назвою. Тому 30 липня 1946 р. Богородчанський райвиконком ухвалив рішення № 140/23 іменувати сільраду першого села Горохолина Горохолинською № 1, а сільраду колишнього села Горохолина Ліс — Горохолинською № 2. Сільській раді підпорядковані населені пункти: - с. Горохолина - с. Горохолин Ліс |

## Склад ради
Рада складається з 20 депутатів та голови.

### Керівний склад ради
| ПІБ                            | Основні відомості                                                                          | Дата обрання | Дата звільнення |
| ------------------------------ | ------------------------------------------------------------------------------------------ | ------------ | --------------- |
| Гедзик Мирон Васильович        | Сільський голова, 1957 року народження, освіта                                             | 26.03.2006   | 31.10.2010      |
| Гедзик Мирон Васильович        | Сільський голова, 1957 року народження, освіта вища, член політичної партії 'Наша Україна' | 31.10.2010   | 11.12.2011      |
| Шимановський Дмитро Михайлович | Сільський голова, 1963 року народження, освіта вища                                        | 11.12.2011   |                 |

Примітка: таблиця складена за даними джерела